# 망고속
망고속(Mangifera)은 캐슈나무과인 옻나무과에 속하는 속씨식물 속이다. 약 69개 종이 있으며 그 중 가장 잘 알려진 것으로는 망고(Mangifera indica)가 있다. 대부분은 동남아시아 말레이시아에 위치한다. (특히 수마트라섬, 보르네오섬, 말레이반도) 이들은 보통 저지대 우림의 임관층 나무이며 30~40미터 높이에 다다른다.

## 하위 종
- 망고
- 히말라야망고
- 화이트망고